# Lars Classon
Lars Classon, född 21 november 1984 i Fegen, Falkenbergs kommun, Hallands län, är en svensk lustspelsförfattare, skådespelare och regissör.

## Biografi
Lars Classon är son till Krister Classon, ena parten av duon Stefan & Krister. Vallarnas Friluftsteater i Falkenberg var startplatsen för Lars Classons karriär. Där började han som praoelev när man 2000 gav lustspelet Rena rama Rolf. Fyra år senare antogs han som regielev vid framförandet av Stulen kärlek, som spelades på Lisebergsteatern och Intiman i Stockholm. Krister Classon var regissör och belönades som sådan med Guldmasken. Samarbetet med fadern utvecklades och 2005 svarade de för manus och regi när Två ägg i högklackat gavs på Vallarnas Friluftsteater.
Som regissör av enmansföreställningen Bäst före?! upplevde han 2006 en succé med 100 utsålda hus på Lisebergsteatern, följt av en Sverigeturné.
Lars Classon samverkade med Krister Classon om manus och regi i lustspelet Otroligt het!, för vilket de båda nominerades till Guldmasken 2008.
2009 års sommarlustspel, som lockade 60 000 åskådare till Vallarnas Friluftsteater, bar namnet Virus i bataljonen. Det nya författarparet Lars Classon och Per Andersson lovordades av recensenterna.
Han har tilldelats Hallands Nyheters kulturpris 2009. Motiveringen var att han "förnyar buskistraditionen, samtidigt som han lyckas förena sitt engagemang för både amatörgrupper i Halland och professionella ensembler på riksplanet."

## Teater

### Manus (i urval)
- Otroligt het!
- Virus i bataljonen
- En mor till salu
- Bröllop i kikar'n
- Jäkelskap i kikar'n

### Regi (ej komplett)
| År   | Produktion         | Regi                                                       | Teater                   |
| ---- | ------------------ | ---------------------------------------------------------- | ------------------------ |
| 2006 | Bäst före?!        | Rickard Fuchs Bearbetning Lars Classon och Krister Classon | Lisebergsteatern         |
| 2012 | Campa i klaveret   | Lars Classon, Per Andersson och Håkan Klamas               | Vallarnas friluftsteater |
| 2013 | Livat i parken     | Lars Classon och Torbjörn Karlsson                         | Vallarnas friluftsteater |
| 2014 | Brännvin i kikar'n | Lars Classon och Jojje Jönsson                             | Vallarnas friluftsteater |